# 力矩扳手
扭矩扳手是一种用于对紧固件（如螺母、螺栓或螺钉）施加特定力矩的工具。它通常以带有指示刻度的套筒扳手形式出现，或者内部机制会在施加到达特定（可调）扭矩值时发出指示（例如通过棘轮的“咔嗒”声）。当螺钉和螺栓的紧固度对装配或调整至关重要的情况下，它允许操作员设定施加到紧固件上的扭矩，以满足特定应用的规范。这使所有部件都能适当地张紧和承载。
力矩螺丝刀和扭矩扳手具有相似的用途，是一种可以设定力矩的螺丝刀。

## 历史
第一个扭矩扳手专利由芝加哥的John H. Sharp在1931年申请。这种扳手被称为扭矩测量扳手，今天会被归类为指示扭矩扳手。
1935年，Conrad Bahr 和 George Pfefferle 获得了一种可调棘轮扭矩扳手的专利。该工具具有听觉反馈和当达到所需扭矩时限制反向棘轮运动的功能。Bahr 在纽约市水务局工作时，由于在工作中发现法兰螺栓的紧固度不一致而感到沮丧。他声称在1918年发明了第一个扭矩限制工具以解决这些问题。Bahr 的合作伙伴 Pfefferle 是S.R. Dresser制造公司的工程师，拥有多项专利。

## 类型

### 梁式
最基本形式的扭矩扳手由两根梁组成。第一根是用于对紧固件施加扭矩的杠杆，也作为工具的手柄。当施加力到手柄时，根据胡克定律，它会按比例和可预测地偏转。第二根梁仅在一端连接到扳手头，另一端自由，这作为指示梁。这两根梁在工具静止时平行放置，指示梁通常位于上方。指示梁的自由端可以在连接到杠杆或手柄的，标有扭矩单位的刻度上移动。当扳手用于施加扭矩时，主轴按比例弯曲，而指示梁保持直线，指示梁的末端指向当前施加的扭矩大小。这种扳手简单，准确且价格低廉。
梁式扭矩扳手在1920年代末至1930年代初由 Walter Percy Chrysler 为克莱斯勒公司和一家名为 Micromatic Hone 的公司开发。当时，Paul Allen Sturtevant 是 Cedar Rapids 工程公司的销售代表，由克莱斯勒授权制造他的发明。Sturtevant 于 1938 年为扭矩扳手申请了专利，并成为第一个销售扭矩扳手的人。
一种更复杂的梁式扭矩扳手在其主体上有一个拨盘指示器，可以配置为在达到预设扭矩时提供视觉或电气指示。

### 偏转梁式
澳大利亚 W&B 公司在1948年获得了双信号偏转梁扭矩扳手的专利。它采用对偏转梁而不是螺旋弹簧施加扭矩的原理。据称这有助于在扳手的整个使用寿命内保持其精度，具有更大的最大负载安全裕度，并在每个扳手的范围内提供更一致和准确的读数。当达到所需扭矩时，操作员既可以听到咔嗒声，也可以看到（并感觉到）物理指示器。
这种扳手的工作原理与普通梁式扳手相同。头部连接有两根梁，但只有一根梁通过它施加扭矩。承载梁是直的，从头部延伸到手柄，当施加扭矩时会弯曲。另一根梁（指示梁）直接在弯曲梁上方延伸大约一半长度，然后以一个角度从弯曲梁弯开。指示梁在操作过程中保持其方向和形状不变。由于这一点，两根梁之间存在相对位移。偏转梁扭矩扳手与普通梁式扭矩扳手的不同之处在于它如何利用这种相对位移。附着在偏转梁上有一个刻度，并在其上安装了一个楔子，可以沿着平行于弯曲梁的刻度滑动。这个楔子用于设定所需的扭矩。正对着这个楔子的是角度指示梁的一侧。从这一侧突出来的一个销子作为另一个销子的触发器，后者是弹簧加载的，当触发销接触到可调楔子时，会从指示梁的末端弹出。这个触发会发出响亮的点击声，并通过视觉和触觉指示已达到所需的扭矩。可以通过简单地将其推回指示梁中来复位指示销。

### 滑动式
滑动式扭矩扳手由滚轮和凸轮（或类似）机构组成。凸轮连接到驱动头，滚轮推压凸轮，以弹簧（在许多情况下是可调的）提供的特定力将其锁定到位。如果施加的扭矩能够抵消滚轮和弹簧的保持力，扳手将滑动，并且不会再对螺栓施加扭矩。滑动式扭矩扳手不会通过继续施加超过预定限度的扭矩而过度拧紧紧固件。

### 棘轮式
一种更复杂的预置扭矩方法包含一个棘轮机构。这种设计不仅能提供更高的精度，还能提供触觉和听觉反馈。达到所需扭矩后，扳手不会开始滑动，只会在头部发出咔嗒声并略微弯曲；操作员可以继续对扳手施加扭矩，而无需扳手发出任何额外动作或警告。

### “无毂”扳手
通常是管道工使用的专用力矩扳手，用于拧紧无管土壤管接头上的夹紧带。 它们通常是带有单向组合棘轮和离合器的T型扳手。通常预设为固定扭矩，旨在充分固定联轴器但不至于损坏联轴器。

### 电子扭(数显式)
另请参阅：电池扭矩扳手
对于电子（指示）扭矩扳手，测量是通过连接到扭力杆的应变计进行的。传感器产生的信号被转换为所需的扭矩单位（例如 N·m 或 lbf ·ft）并显示在数字显示屏上。可以存储许多不同的扭矩设置（测量详细信息或极限值）。然后，这些编程的极限值将在紧固过程中通过 LED 或显示屏显示。同时，这一代扭矩扳手可以将所有测量值存储在内部读数存储器中。然后可以通过接口（如RS232）轻松将此读数存储器传输到 PC 或打印。这种扭矩扳手的常见应用是用于过程文档或质量保证目的。典型的精度水平为 ±0.5% 到 4%。一些高级型号还具备数据记录和无线传输功能，方便质量控制和记录保存。

### 可换头扭矩扳手
可换头扭矩扳手设计用于连接多个不同类型的扳手头，从而减少需要的扭矩扳手数量。这种扳手非常适用于需要多种紧固工具的应用环境。它们通常具有标准的安装接口，可以快速更换不同的扳手头，同时确保施加的扭矩保持准确。常见的接口尺寸包括 9*12mm 和 12*14mm，可替换的扳手头包括开口式，梅花式，可调式，棘轮式等